# ザック・ビーン
ザカリー・リチャード・ビーン（Zachary Richard Veen, 2001年12月12日 - ）は、アメリカ合衆国フロリダ州ボルーシャ郡ポートオレンジ出身のプロ野球選手（外野手）。右投左打。MLBのコロラド・ロッキーズ所属。

## 経歴

### プロ入りとロッキーズ時代
2020年のMLBドラフト1巡目（全体9位）でコロラド・ロッキーズから指名され、6月12日に契約金約500万ドルで入団した。なお、契約しない場合はフロリダ大学へ進学の予定であった。
2021年にA級フレズノ・グリズリーズでプロデビューし、106試合で打率.301、15本塁打、75打点、36盗塁という成績を挙げた。
2022年はA+級スポケーン・インディアンスで開幕を迎え、8月上旬にAA級ハートフォード・ヤードゴーツに昇格した。この年は2チーム合計で126試合に出場し、打率.245、12本塁打、67打点、55盗塁55を記録した。またシーズン終了後はアリゾナ・フォールリーグに参加し、打率.336、リーグトップの16盗塁を記録した。
2023年はAA級ハートフォードで開幕を迎え、46試合に出場して打率.209、2本塁打、24打点、22盗塁を記録していたが、6月21日に左手の靭帯断裂の手術を行い、そのままシーズン終了となった。
2024年はルーキー級アリゾナ・コンプレックスリーグ（ACL）のACLロッキーズ、A+級スポケーン、AA級ハートフォード、AAA級アルバカーキ・アイソトープスの4球団合計で65試合に出場し、打率.258、11本塁打、35打点、21盗塁を記録した。シーズン終了後の11月19日にルール・ファイブ・ドラフトでの流出を防ぐために40人枠入りした。
2025年AAA級アルバカーキで開幕を迎え、4月8日にメジャーリーグに初昇格。同日のミルウォーキー・ブルワーズ戦で「7番・右翼手」で先発出場してメジャーデビューを果たした。

## 詳細情報

### 背番号
- 13（2025年 - ）